# مغزرة قليلة الأوراق
مغزرة قليلة الأوراق (الاسم العلمي:Polygala paucifolia) هي نوع من النباتات تتبع جنس المغزرة من الفصيلة المغزرية.